# Skotlands fodboldforbund
Scottish Football Association (også kaldt SFA og Scottish FA) er Skotlands nationale fodboldforbund, og er dermed det øverste ledelsesorgan for fodbold i landet. Det administrerer Scottish Cup og fodboldlandsholdet og har hovedsæde ved Hampden Park i Glasgow.
Forbundet blev grundlagt i 1873 og er dermed det næstældste fodboldforbund i verden (overgået af The FA fra England). Det blev medlem af FIFA i 1910 og medlem af UEFA i 1954.

## Ekstern henvisning
- ScottishFA.co.uk Arkiveret 17. januar 2004 hos  Wayback Machine

| Fodbold | Spire Denne artikel om en fodboldorganisation er en spire som bør udbygges. Du er velkommen til at hjælpe Wikipedia ved at udvide den. |